# Radical Action (to Unseat the Hold of Monkey Mind)
Radical Action (to Unseat the Hold of Monkey Mind) – archiwalny box set King Crimson, wydany 31 sierpnia 2016 roku w Japonii nakładem Wowow Entertainment, Inc. i Discipline Global Mobile jako potrójny CD + BD + podwójny DVD, a następnie 2 września w Europie nakładem Discipline Global Mobile jako potrójny CD + 1 BD; tego samego dnia wydana została również wersja rozszerzona o dwie płyty DVD.

## Album

### Historia
W 2014 roku King Crimson rozpoczął swoją pierwszą trasę koncertową od 2008 roku (i pierwszą obszerną od 2003 roku) w nowym, rozszerzonym składzie, obejmującym tzw. przednią linię (front-line), złożoną z trzech perkusistów i linię tylną (back-line) z dwoma gitarzystami (z których jeden z nich był również wokalistą), basistę (grającego również na sticku) oraz multiinstrumentalistę dętego drewnianego.
Box-set, będący rezultatem tych koncertów, zawiera materiał zarejestrowany w dużej części podczas występu w 2015 roku w Takamatsu, w Japonii, z dodatkowym materiałem z dwóch wieczorów w innym miejscu w Japonii, a także zawierającym trzy utwory („One More Red Nightmare”, nowy utwór wprowadzony w 2015 roku, „Suitable Grounds for the Blues” oraz „The Light of Day”). Oprócz zagrania utworów z ośmiu z trzynastu nagrań studyjnych i wszystkich z wyjątkiem jednego z poprzednich składów koncertowych) zespół włączył również do swojego repertuaru dwa utwory z albumu A Scarcity of Miracles z 2011 roku (z podtytułem: A King Crimson ProjeKct). Trasa koncertowa z 2015 roku, z której pochodzi Radical Action, obejmowała w sumie 38 występów.
Każdy występ został nagrany w wysokiej jakości audio i wideo za pomocą wielu kamer, więc nie ma różnicy w jakości. Płyta blu-ray prezentuje występ (w większości) od początku do końca. Kamery były ustawione w stałych pozycjach, tak aby nie przeszkadzać artystom i publiczności, ale skutecznie uchwyciły całą akcję. Na płytach CD zrezygnowano z kolejności występów (usuwając hałas i aplauzem publiczności oraz dźwięk sali) na rzecz nieco arbitralnych grup tematycznych, zatytułowanych: Mainly Metal, Easy Money Shots i Crimson Classics. Zastosowano tu inne miksy niż na blu-ray, aby podkreślić jakość samego dźwięku. W efekcie płyty zyskały charakter nagrań studyjnych, choć na i płycie blu-ray pozostawiono możliwość wyłączenia ścieżki wideo, aby słuchacz miał do dyspozycji koncert audio z wysoką rozdzielczością dźwięku.

### Lista utworów
Lista i informacje według Discogs:

#### CD One: Mainly Metal
| 1.  | Larks' Tongues in Aspic Part One (Cross, Fripp, Wetton, Bruford, Muir) | 10:36 |
|     |                                                                        |       |
| 2.  | Radical Action (To Unseat The Hold Of Monkey Mind) Fripp               | 3:40  |
|     |                                                                        |       |
| 3.  | Meltdown (Jakszyk, Fripp)                                              | 4:22  |
|     |                                                                        |       |
| 4.  | Radical Action II (Fripp)                                              | 2:27  |
|     |                                                                        |       |
| 5.  | Level Five (Belew, Fripp, Gunn, Mastelotto)                            | 6:46  |
|     |                                                                        |       |
| 6.  | The Light of Day (Jakszyk, Fripp, Collins)                             | 5:49  |
|     |                                                                        |       |
| 7.  | The Hell Hounds of Krim (Harrison, Rieflin, Mastelotto)                | 3:36  |
|     |                                                                        |       |
| 8.  | The ConstruKction of Light (Belew, Fripp, Gunn,Mastelotto)             | 6:24  |
|     |                                                                        |       |
| 9.  | The Talking Drum (Cross, Fripp, Wetton, Bruford, Muir)                 | 3:48  |
|     |                                                                        |       |
| 10. | Larks' Tongues in Aspic Part Two (Fripp)                               | 6:39  |
|     |                                                                        |       |
|     |                                                                        | 54:07 |
|     |                                                                        |       |

#### CD Two: Easy Money Shots
| 1.  | Peace (Fripp, Sinfield)                                  | 2:07  |
|     |                                                          |       |
| 2.  | Pictures of a City (Fripp, Sinfield)                     | 8:17  |
|     |                                                          |       |
| 3.  | Banshee Legs Bell Hassle (Harrison, Rieflin, Mastelotto) | 1:40  |
|     |                                                          |       |
| 4.  | Easy Money (Fripp, Wetton, Palmer-James)                 | 8:26  |
|     |                                                          |       |
| 5.  | VROOOM (Belew, Fripp, Levin, Gunn, Bruford, Mastelotto)  | 4:56  |
|     |                                                          |       |
| 6.  | Suitable Grounds For The Blues (Jakszyk, Fripp)          | 4:51  |
|     |                                                          |       |
| 7.  | Interlude (Fripp)                                        | 2:23  |
|     |                                                          |       |
| 8.  | The Letters (Fripp, Sinfield)                            | 6:30  |
|     |                                                          |       |
| 9.  | Sailor's Tale (Fripp)                                    | 6:41  |
|     |                                                          |       |
| 10. | A Scarcity of Miracles (Jakszyk, Fripp, Collins)         | 6:52  |
|     |                                                          |       |
|     |                                                          | 52:43 |
|     |                                                          |       |

#### CD Three: Crimson Classics
| 1. | Red (Fripp)                                                      | 6:31  |
|    |                                                                  |       |
| 2. | One More Red Nightmare (Fripp, Wetton)                           | 6:03  |
|    |                                                                  |       |
| 3. | Epitaph (Fripp, McDonald, Lake, Giles, Sinfield)                 | 8:44  |
|    |                                                                  |       |
| 4. | Starless (Cross, Fripp, Wetton, Bruford, Palmer-James)           | 12:17 |
|    |                                                                  |       |
| 5. | Devil Dogs of Tessellation Row (Harrison, Rieflin, Mastelotto)   | 3:00  |
|    |                                                                  |       |
| 6. | The Court of the Crimson King (McDonald*, Sinfield)              | 7:00  |
|    |                                                                  |       |
| 7. | 21st Century Schizoid Man (Fripp, McDonald, LakeGiles, Sinfield) | 10:56 |
|    |                                                                  |       |
|    |                                                                  | 54:31 |
|    |                                                                  |       |

#### Blu Ray: Radical Action (To Unseat The Hold Of Monkey Mind)
1. Threshold Soundscape
2. Larks' Tongues In Aspic Part One
3. Pictures Of A City
4. Peace
5. Radical Action (To Unseat The Hold Of Monkey Mind)
6. Meltdown
7. Radical Action II
8. Level Five
9. Epitaph
10. The Hell Hounds Of Krim
11. The ConstruKction Of Light
12. A Scarcity Of Miracles
13. Red
14. Backstage Adventures Of The Crimson Kind
15. VROOOM
16. Banshee Legs Bell Hassle
17. Easy Money
18. Interlude
19. The Letters
20. Sailor's Tale
21. The Light Of Day
22. The Talking Drum
23. Larks' Tongues In Aspic Part Two
24. Starless
25. Devil Dogs Of Tessellation Row
26. The Court Of The Crimson King
27. 21st Century Schizoid Man

		Extras	
1. Suitable Grounds For The Blues
2. One More Red Nightmare

#### Wersja rozszerzona o 2 DVD
Lista i informacje według Discogs:

##### DVD 1: Radical Action (To Unseat The Hold of Monkey Mind) Part 1
1. Threshold Soundscape
2. Larks' Tongues in Aspic Part One
3. Pictures of a City
4. Peace
5. Radical Action (to Unseat The Hold of Monkey Mind)
6. Meltdown
7. Radical Action II
8. Level Five
9. Epitaph
10. The Hell Hounds of Krim
11. The ConstruKction of Light
12. Scarcity Of Miracles
13. Red

		Extras	
1. Suitable Grounds for the Blues
2. One More Red Nightmare

##### DVD 2: Radical Action (To Unseat The Hold of Monkey Mind) Part 2
1. Backstage Adventures of the Crimson Kind
2. VROOOM
3. Banshee Legs Bell Hassle
4. Easy Money
5. Interlude
6. The Letters
7. Sailor's Tale
8. The Light of Day
9. The Talking Drum
10. Larks' Tongues in Aspic Part Two
11. Starless
12. Devil Dogs of Tessellation Row
13. In The Court of the Crimson King
14. 21st Century Schizoid Man

- Obie płyty  DVD zawierają ten sam kompletny koncert co Blu-Ray
- do boxu dołączono 36-stronicową książeczkę oraz 2 oddzielne 6-panelowe digipaki (jeden na płyty CD a drugi na płyty DVD i Blu-Ray).

### Muzycy
- Pat Mastelotto – perkusja
- Bill Rieflin – perkusja i instrumenty klawiszowe
- Gavin Harrison – perkusja
- Robert Fripp – gitara i instrumenty klawiszowe
- Jakko Jakszyk – gitara i śpiew
- Tony Levin – gitary basowe i Chapman stick
- Mel Collins – saksofony i flet

### Pozostałe informacje
- produkcja – David Singleton i  (Robert Fripp
- produkcja (pre-produkcja audio) – Gavin Harrison, Jakko Jakszyk
- edycja wideo, kamera – Trevor Wilkins
- miksowanie – Chris Porter, David Singleton, Robert Fripp
- obraz na okładce – Francesca Sundsten
- zdjęcia wewnątrz okładki – Scarlet Page
- zdjęcia w książeczce – Claudia Hahn, Trevor Wilkins
- notki w książeczce – David Singleton, Robert Fripp

## Odbiór

### Opinie krytyków
| Oceny łączne      | Oceny łączne |
| Publikacja        | Ocena        |
| ----------------- | ------------ |
| Album of the Year | 80/100       |
| Recenzje          |              |
| Publikacja        | Ocena        |
| All About Jazz    | [ 4 ]        |
| AllMusic          | [ 5 ]        |
| Prog Archives     | 4.65/5.0     |

„Jeśli chodzi o wysokiej jakości materiał koncertowy, nigdy nie było lepszego czasu na bycie fanem King Crimson niż lata 2010–2019. Oprócz wyczerpujących boxów z okazji 40-lecia, w latach 2014–2015 ukazało się wiele wydawnictw siedmioosobowego zespołu, których kulminacją jest Radical Action to Unseat the Hold of Monkey Mind, zestaw zawierający wszystkie utwory wykonane podczas trasy w doskonałej jakości audio i wideo” – ocenia Sean Westergaard z AllMusic.
Podobnie uważa John Kelman z magazynu All About Jazz: „Radical Action jest definitywnym koncertowym wydawnictwem Crimson z definitywnego koncertowego składu Crimson; bardziej niż wystarczającym, aby wzmocnić sugestię, że Fripp jest rzeczywiście Milesem Davisem świata progresywnego/art rocka... i, biorąc pod uwagę cały zakres jego kariery, także innych aren. I tylko z tego powodu (a jest wiele innych), Radical Action (To Unseat The Hold of Monkey Mind) jest przełomowym nagraniem tej grupy”.

### Listy tygodniowe
| Kraj            | Lista                      | Pozycja |
| --------------- | -------------------------- | ------- |
| Niemcy          | Offizielle Deutsche Charts | 100     |
| Szkocja         | Official Charts Company    | 38      |
| Wielka Brytania | UK Albums Chart            | 71      |
| Wielka Brytania | UK Physical Albums         | 26      |
| Wielka Brytania | UK Sales Albums            | 43      |
| Włochy          | FIMI                       | 100     |